# مقاطعة والورث (داكوتا الجنوبية)
والورث (بالإنجليزية: Walworth)‏ هي إحدى مقاطعات ولاية داكوتا الجنوبية في الولايات المتحدة الأمريكية.